# Льомен
Льомен (на нидерландски: Lummen) е селище в Североизточна Белгия, окръг Хаселт на провинция Лимбург. Намира се на 9 km северозападно от град Хаселт. Населението му е около 13 700 души (2006).